# Helden
Pour les articles homonymes, voir Helden (homonymie).
Helden est un village des Pays-Bas de la province du Limbourg, faisant partie de la commune de Peel en Maas.

## Histoire de la commune
Helden a été une commune indépendante jusqu'au 1er janvier 2010. À cette date, elle a fusionné avec Kessel, Meijel et Maasbree pour former la nouvelle commune de Peel en Maas.
La commune avait une superficie de 69,23 km2. Au 1er août 2006, elle comptait 19 624 habitants. En plus de Helden, elle englobait les villages de Beringe, Egchel, Grashoek, Koningslust et Panningen.